# Manel Fontdevila i Subirana
Manel Fontdevila i Subirana   (Manresa, 1965) és un autor de còmics català. Ha sigut un dels autors més destacats del setmanari satíric El Jueves, on realitzava les sèries Para ti que eres joven!, en col·laboració amb Albert Monteys, i La Parejita.

## Biografia
Va iniciar la seua labor historietística a la primerenca edat de 16 anys, el 1982, col·laborant amb un acudit gràfic diari per al periòdic local Regió 7. El 1990, quan estudiava Belles Arts a Barcelona, es va introduir al circuit de revistes de còmic, publicant pràcticament de forma simultània a El Víbora, Makoki i Cairo, i més tard en Tótem. El seu treball en aquestes publicacions evidencia la seua afinitat amb el grafisme de la línia clara francesa.
En 1993, juntament amb Pep Brocal i Padu, va crear la capçalera Mr. Brain presenta editada per Camaleón Ediciones, un personalíssim fanzine d'historietes de què es van publicar cinc lliuraments i on els autors van poder expressar al seu particular concepte de l'humor. Per aquella època va començar a publicar en la revista Puta Mili la seua sèrie Emilio/a, per a saltar prompte a la veterana germana bessona El Jueves, on el 1995 va iniciar La Parejita, a més d'ocasionals pàgines d'actualitat. Amb el temps Fontdevila s'ha convertit en un autor imprescindible dins del setmanari, per al qual a banda de La Parejita realitza mà a mà amb Albert Monteys una segona sèrie, Para ti, que eres joven, de les més populars de la revista.
A més de la seua labor a El Jueves, que arribà a dirigir entre 2000 i 2004, Fontdevila també col·labora habitualment amb diversos fanzines i prozines com Nosotros somos los muertos, Idiota y Diminuto, TMEO i un llarg etcètera, per als quals realitza diverses històries curtes, on sovint deixa de costat l'humor directe per a endinsar-se en terrenys més personals. Cal destacar que a més d'autor complet, ha realitzat també guions per a altres dibuixants, com A vie de Saint, per a Alfonso López publicada a la revista francesa Fluide Glacial i ¡Hola Terrícola! per a Pep Brocal, per a la revista Zona 84.
Va col·laborar en el diari Público amb un acudit diari.
El 2014 va abandonar la revista El Jueves per la censura de RBA d'una portada amb Joan Carles I i Felip VI i, amb altres excomponents de El Jueves, realitzà la revista digital Orgullo y satisfacción fins a la seva desaparició, el desembre de 2017.
Actualment publica al diari digital El Diario i setmanalment al diari Ara. També ha col·laborat a la revista satírica catalana Illegal Times.

## Obra

### Sèries
- Emilia/o. El Jueves
  - Recopilatori: Emilia/o. El Jueves, 1995
- Une vie de saint, amb dibuixos d'Alfons López. Fluide Glacial
  - Recopilatoris: Une vie de saint. Fluide Glacial, 1996
  - !Santo Súbito!. DQ Cómics, 2024. ISBN 978-84-124719-6-0
- Oleguer Bisbal: El Pou de la gallina
  - Recopilatori: Oleguer Bisbal: un manresà com cal. Verba Volant, 1996
- La parejita S.A. El Jueves
  - Recopilatoris: La Parejita S.A. El Jueves, 1998
  - La parejita: Te amo... ¿puedes bajar la basura? El Jueves, 2000
  - La parejita: La felicidad (y otras cosas que pueden suceder en un sofá). El Jueves, 2002
  - La parejita: Pegamento pasión. El Jueves, 2003
  - La parejita hace el amor para sus fans. El Jueves, 2004
  - La parejita: Amor, sexo y turnos de limpieza. El Jueves, 2005
  - La parejita: Cazadores de ofertas. El Jueves, 2007
  - La parejita: Las mentiras más hermosas. El Jueves, 2007
  - La parejita: Desarrollo y reproducción. El Jueves, 2008
  - La parejita: Los inicios. El Jueves, 2008
  - La parejita: Guía para padres desesperadamente inexpertos. RBA, 2008
  - La parejita: ¡Somos padres, no personas! RBA, 2010
  - La parejita: locos y salvajes. El Jueves, 2011
  - La parejita: Llamar a tu madre, comprar papel de wc, hacer la revolución. RBA, 2013
  - I vosaltres com us vau conèixer (Emília i Maurici 1). Debolsillo, 2016[7]
  - Esteu fent l'amor? (Emília i Maurici 2). Debolsillo, 2016
  - La Parejita y Óscar: guía para madres y padres desesperadamente inexpertos. Astiberri, 2023. ISBN 9788419670137
- ¡Para ti que eres joven!, amb Albert Monteys. El Jueves.
  - Recopilatoris: ¡Para ti que eres joven! El Jueves, 1999
  - Para ti que eres joven: ¡Más de lo mismo! El Jueves, 1999
  - Para ti que eres joven: ¡Jei-jou-lets-gou! El Jueves, 2001
  - Para ti que eres joven: ¡Ríanse, cretinos! El Jueves, 2001
  - Para ti que eres joven: Sabemos dónde vives. El Jueves, 2005
  - Para ti que eres joven: Sexo, drogas y otras cosas que les pasan a los demás. El Jueves, 2005
  - Para ti que eres joven: No lo hagan en casa. El Jueves, 2007
  - Para ti que eres joven: Todo es mentira. El Jueves, 2009
  - Para ti que eres joven: Contra el imperio del mal. El Jueves, 2010
  - Para ti que eres joven: Instrucciones de uso. El Jueves, 2011
  - ¡Para ti, que eras joven!. Caramba, 2023. ISBN 9788418909979.

### Obres en un sol volum
- ¡Hola terrícola!, amb dibuixos de Pep Brocal. Camaleón, 1994
- La Rosa. Regió7, 1996
- La vida es bella. Midons, 1997
- Caràmbanus: 18 anys d'acudits a Regió7. Angle, 2000
- Mantecatos. Glénat, 2003. ISBN 8484492923
- Rosenda y otros momentos pop. Glénat, 2005
- Súper puta. Glénat, 2007. ISBN 9788483573273
- ¡Spam!: ¡es muy importante y obligatorio a leer!. El Jueves, 2007
- La saga de Chaves, amb dibuixos d'Alfons López. Glénat, 2009
- La crisis está siendo un éxito. Astiberri, 2011. ISBN 9788415163138
- Aviador. Badabum, 2011
- Reunión: cuadernos de bocetos. Caramba, 2011
- Profundamente anticlerical. Astiberri, 2012. ISBN 9788415163862
- ¡Esto es importatísimo! Astiberri, 2012. ISBN 9788415163770
- No os indignéis tanto. Astiberri, 2013. ISBN 9788415685340
- Tengo hambre, amb guió de Santiago García. Caramba, 2014
- En el lado bueno de la valla: España en 100 viñetas. Roca, 2014. ISBN 9788499187402
- Se abre el telón. Astiberri, 2019

## Polèmiques
- El 18 de juliol de 2007, el número 1573 de la revista El Jueves va presentar en portada una vinyeta de Manel Fontdevila i Guillermo Torres en la que figuraven explícitament el príncep Felipe i la princesa Letizia mantenint relacions sexuals, el qual va ser retirat per ordre del jutge Juan del Olmo per un delicte d'injúries a la Corona, així com una multa de 3000 euros als dos caricaturistes.[8]
- El 5 de juny de 2009, una de les seves vinyetes publicada al seu blog allotjat en el diari Público, va ser qualificada d'antisemita per l'"Observatorio de Antisemitismo en España".
- El 4 de juny de 2011, una vinyeta de la revista El Jueves, firmada per Fontdevila, ironitzava sobre l'accident automobilístic de José Ortega Cano, essent molt criticada per alguns mitjans a causa de la gravetat de la situació clínica del torero.
- El juny de 2014, igualment com alguns companys, va presentar la seva renúncia a continuar a la revista El Jueves, arran d'una polèmica generada quan el grup editor RBA va pressionar perquè es retirés la portada que s'havia fet sobre l'abdicació del rei Joan Carles, que el mostrava tot passant-li una corona plena d'excrements al seu fill Felip.[9]